# Алакок, Маргарита Мария
Святая Маргари́та Мари́я Алако́к (22 июля 1647[…], Веровр — 17 октября 1690[…], Паре-ле-Моньяль, метрополия Франции) — французская монахиня, учредительница культа «Святейшего Сердца Иисуса» («Сакре-Кёр»); в 1864 году причислена к лику святых.

## Житие
Маргарита Алакок родилась 22 июля 1647 года в Лотекуре, близ Отёна. Её отец, адвокат, умер в молодых летах, и после его смерти (1655) она поступила в монастырь Благовещения Пресвятой Девы Марии в Шаролле.
В монастыре она подверглась параличу, исцеление от которого приписала заступничеству Мадонны, после чего решилась вести аскетическую жизнь. В 1671 году, в возрасте 24 лет, она поступила в монахини монастыря визитанток в Паре-ле-Моньяле и там назвалась Марией по имени Пресвятой Девы, как по большей части и зовётся поныне.
В обители Мария приняла монашеский обет уничижения плоти. Она просила сестёр монастыря как можно чаще подвергать себя унижению, подвергала себя длительным бичеваниям, носила железный пояс с острыми шипами внутрь, а также просила у настоятельницы разрешения на ношение других приспособлений для истязания плоти, но получала отказ.
О своём религиозном экстазе она написала мистическое сочинение «La dévotion au coeur de Jésus», обнародованное в 1698 году патером Круазе и послужившее поводом к основанию культа Святого Сердца Иисуса, о распространении которого ещё в то время стали заботиться иезуиты и который в новейшее время нередко употреблялся ими для политических и клерикальных агитаций. Её духовником был святой Клод де ла Коломбьер.
Алакок скончалась 17 октября 1690 года.

## Почитание
Беатифицирована папой Пием IX 18 сентября 1864 года, канонизирована папой Бенедиктом XV 13 мая 1920 года. Её мощи хранятся в капелле монастыря визитанток в Паре-ле-Моньяле.
День памяти — 16 октября.